# Сейффардт, Хендрик
Хендрик Александр Сейффардт (1 ноября 1872, Бреда — 6 февраля 1943, Гаага) — генерал-лейтенант вооружённых сил Нидерландов, активно сотрудничавший с нацистскими оккупантами в создании марионеточного «правительства» и формировании коллаборационистских нидерландских отрядов «добровольцев» СС.

## Жизнь
Сейффардт был сыном Августа Лодевейка Виллема Сейффардта, военного министра в кабинете Ван Тиенховена, и Катарины Луизы де Холландер. 28 июня 1898 года Сейффардт женился на Алиде Элизабет Берфутс. От этого брака родились сын и две дочери.
Сейффардт был зачислен курсантом Королевской военной академии (KMA) в Бреде в возрасте 15 лет, где он стал доцентом в 1900 году. В 1928 году в звании генерал-майора назначен командиром 1-й дивизии. С мая 1929 по май 1934 года Сейффардт был начальником Генерального штаба, после чего вышел в отставку. В 1930 году получил звание генерал-лейтенанта.
Имел сильные антикоммунистические и прогерманские настроения. Писал статьи для еженедельной газеты «Volk en Vaderland» Национал-социалистического движения (NSB). В 1937 году он около полугода был членом партии, однако разочаровался в ней из-за постоянных трений между Мюссертом и ван Тоннингеном, и покинул движение.
После оккупации Нидерландов начал активно сотрудничать с оккупантами, поддержал режим Антона Мюссерта. В начале июля 1941 года Сейффардт был назначен номинальным «командиром» голландского добровольческого легиона, который участвовал в германо-советской войне с вермахтом. При этом Сейффардт никогда не имел реальных полномочий командующего, а скорее служил подставным лицом для пропаганды вермахта.
5 февраля 1943 года Сейффардт был застрелен в своей квартире в Схевенингене Яном Верлейном (1919—1944) из голландской группы сопротивления «CS-6» и скончался от полученных ранений на следующий день.